# Umberto Mastroianni
Umberto Mastroianni (ur. 21 września 1910 w Fontana Liri, zm. 25 lutego 1998 w Marino) – włoski rzeźbiarz.

## Życiorys
Od roku 1926 tworzył w Turynie. Styl jego prac inspirowany był sztuką futuryzmu; charakterystyczny dla jego prac jest silny modelunek światłocieniowy. Dzieła późniejszego okresu jego twórczości są związane z Nową figuracją. Następnym stylem mającym wpływ na jego prace rzeźbiarskie był kubizm.
Jego grób znajduje się w Carmagnola, niedaleko Turynu.

## Niektóre rzeźby
- 1946 – Pomnik partyzanta w Turynie
- 1962 – Słońce w Nowym Jorku